# Radicaal 143
Radicaal 143 is een van de 29 van de 214 Kangxi-radicalen dat bestaat uit zes strepen.
In het Kangxi-woordenboek zijn er 60 karakters die dit radicaal gebruiken.

## Karakters met het radicaal 143
| Strepen | Karakter    |
| ------- | ----------- |
| + 0     | 血          |
| + 3     | 衁 衂       |
| + 4     | 衃 衄       |
| + 5     | 衅          |
| + 6     | 衆 衇 衈 衉 |
| + 15    | 衊          |
| + 18    | 衋          |

Shang Orakelbotkarakter

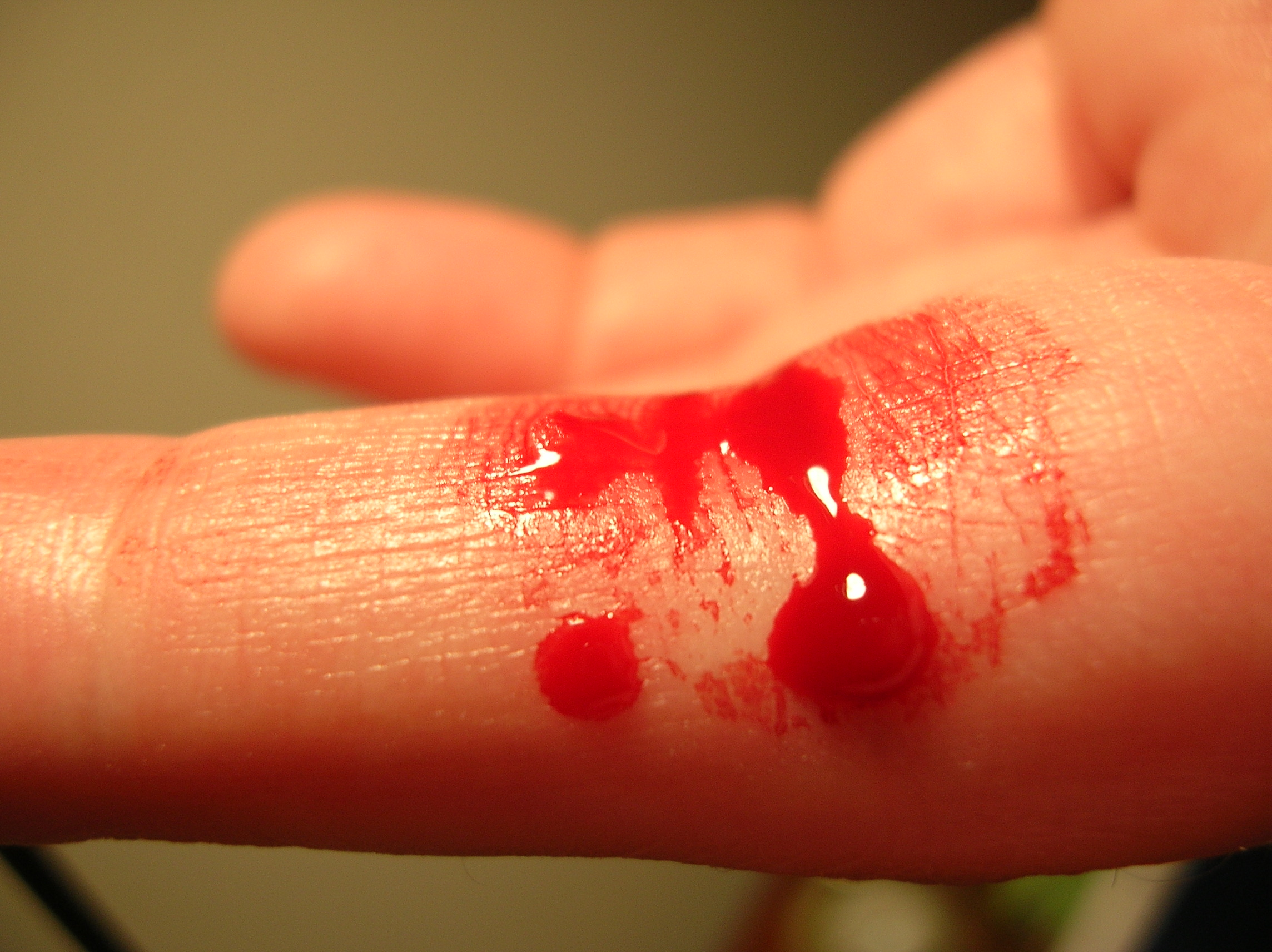
Bloedende vinger

Strijdende staten Chu slipkarakter
Strijdende staten Qin slipkarakter
Shuowen Klein zegelkarakter